# Piacenza Football Club 1966-1967
Questa voce raccoglie le informazioni riguardanti il Piacenza Football Club nelle competizioni ufficiali della stagione 1966-1967.

## Stagione
Nella stagione 1966-1967 il Piacenza disputa il girone A del campionato di Serie C, con 31 punti si piazza in dodicesima posizione di classifica, il torneo è stato vinto con 50 punti dalla coppia Monza e Como, i brianzoli vincono lo spareggio e salgono in Serie B, retrocedono la Mestrina con 25 punti e la Cremonese con 17 punti.
La truppa biancorossa del presidente Vincenzo Romagnoli viene affidata per questa stagione al piacentino Sandro Puppo, con un glorioso passato di giocatore di Inter, Venezia, Roma e Piacenza, e di allenatore di Juventus e Barcellona. Il tecnico punta con decisione sui giovani e porta con sé il verbo calcistico della zona con un gioco armonico e corale, ma un simile assetto tattico richiede tempo ed esperimenti, senza poter fare affidamento sui risultati immediati. E sono proprio questi che mancano al Piacenza in questa stagione, che disputa così un torneo anonimo e sofferto pur giocando un buon calcio. Segnano un po' tutti, anche difensori e centrocampisti, il miglior realizzatore piacentino risulta il centravanti Silvano Galli arrivato dal Rapallo, autore di cinque reti in quindici partite giocate.

## Rosa
| N. |                   | Ruolo | Calciatore           |
| -- | ----------------- | ----- | -------------------- |
|    | Italia (bandiera) | P     | Guglielmo Ferrari    |
|    | Italia (bandiera) | P     | Bruno Mazzoni        |
|    | Italia (bandiera) | P     | Sergio Notarnicola   |
|    | Italia (bandiera) | D     | Renato Belloni       |
|    | Italia (bandiera) | D     | Lino Curcetti        |
|    | Italia (bandiera) | D     | Ottavio Favari       |
|    | Italia (bandiera) | D     | Federico Gasparini   |
|    | Italia (bandiera) | D     | Giovanni Mastroianni |
|    | Italia (bandiera) | D     | Sergio Montanari     |
|    | Italia (bandiera) | C     | Ernesto D'Adda       |
|    | Italia (bandiera) | C     | Mario Dotelli        |

| N. |                   | Ruolo | Calciatore            |
| -- | ----------------- | ----- | --------------------- |
|    | Italia (bandiera) | C     | Alberto Galandini     |
|    | Italia (bandiera) | C     | Giancarlo Migliavacca |
|    | Italia (bandiera) | C     | Sergio Moroni         |
|    | Italia (bandiera) | C     | Sergio Robbiati       |
|    | Italia (bandiera) | C     | Luigi Saltarelli      |
|    | Italia (bandiera) | C     | Ettore Sorsi          |
|    | Italia (bandiera) | A     | Maurizio Bergamaschi  |
|    | Italia (bandiera) | A     | Pier Antonio Brasi    |
|    | Italia (bandiera) | A     | Giovanni Callegari    |
|    | Italia (bandiera) | A     | Silvano Galli         |
|    | Italia (bandiera) | A     | Paolo Mentani         |

## Risultati

### Girone di andata
| Arbitro: | Ferrari (Rovereto) |

|              |           |  |
| Cugnolio 79’ | Marcatori |  |

| Piacenza 2 ottobre 1966 2ª giornata | Piacenza         | 0 – 0 | C.R.D.A. Monfalcone | Barriera Genova\| Arbitro: \| Pignatti (Lucca) \| |
| Arbitro:                            | Pignatti (Lucca) |       |                     |                                                   |

| Arbitro: | Pilotto (Roma) |

|             |           |  |
| Vezzoso 41’ | Marcatori |  |

| Arbitro: | Marchetti (Vicenza) |

|                |           |  |
| Galli 11’, 29’ | Marcatori |  |

| Arbitro: | Lazzaroni (Milano) |

|                         |           |  |
| Costanzo 17’ Romani 18’ | Marcatori |  |

| Arbitro: | Trono (Torino) |

|  |           |              |
|  | Marcatori | 90’ Ceccotti |

| Arbitro: | Toselli (Cormons) |

|              |           |               |
| De Cecco 19’ | Marcatori | 40’ Callegari |

| Arbitro: | D'Amico (Loreto) |

|             |           |  |
| Dotelli 65’ | Marcatori |  |

| Arbitro: | Bova (Genova) |

|                          |           |               |
| Bressan 81’ Simonato 85’ | Marcatori | 54’ Callegari |

| Arbitro: | Sammicheli (Firenze) |

|                            |           |                             |
| Robbiati 48’ Montanari 84’ | Marcatori | 67’ (aut.) Belloni 75’ Gini |

| Rapallo 4 dicembre 1966 11ª giornata | Rapallo Ruentes | 0 – 0 | Piacenza | Stadio Umberto Macera\| Arbitro: \| Trilli (Matera) \| |
| Arbitro:                             | Trilli (Matera) |       |          |                                                        |

| Arbitro: | Ghetti (Modena) |

|                                          |           |  |
| Favari 26’ (rig.) Robbiati 36’ Brasi 51’ | Marcatori |  |

| Arbitro: | Sgherri (Grosseto) |

|                                               |           |  |
| Canzi 8’, 37’ Vivarelli 42’ Ciceri 83’ (rig.) | Marcatori |  |

| Arbitro: | Lo Giudice (Torino) |

|                                     |           |          |
| Dotelli 9’, 55’ Talarini 33’ (aut.) | Marcatori | 40’ Tomy |

| Arbitro: | Magnani (Firenze) |

|             |           |            |
| Canzian 36’ | Marcatori | 52’ Moroni |

| Arbitro: | Caligaris (Alessandria) |

|            |           |  |
| Moroni 12’ | Marcatori |  |

| Arbitro: | Messinese (Taranto) |

|            |           |  |
| Moroni 28’ | Marcatori |  |

### Girone di ritorno
| Arbitro: | Bravi (Roma) |

|  |           |              |
|  | Marcatori | 35’ Cugnolio |

| Arbitro: | Fuschi (Pescara) |

|            |           |  |
| Mreule 50’ | Marcatori |  |

| Arbitro: | Sabattini (Finale Emilia) |

|           |           |  |
| Galli 52’ | Marcatori |  |

| Arbitro: | Branzoni (Pavia) |

|  |           |             |
|  | Marcatori | 53’ Mentani |

| Arbitro: | Levrero (Genova) |

|                            |           |                         |
| Montanari 15’ Robbiati 40’ | Marcatori | 21’ Mognon 49’ Costanzo |

| Arbitro: | Bosso (Asti) |

|                                 |           |  |
| Ceccotti 18’ Sartore 66’ (rig.) | Marcatori |  |

| Arbitro: | Campanini (Finale Emilia) |

|             |           |                 |
| Mentani 50’ | Marcatori | 31’, 83’ Blasig |

| Arbitro: | Rodomonte (Teramo) |

|                         |           |                      |
| Frassi 7’ Mondonico 37’ | Marcatori | 63’ (rig.) Galandini |

| Piacenza 26 marzo 1967 26ª giornata | Piacenza        | 0 – 0 | Treviso | Barriera Genova\| Arbitro: \| Aloisi (Teramo) \| |
| Arbitro:                            | Aloisi (Teramo) |       |         |                                                  |

| Verbania 2 aprile 1967 27ª giornata | Verbania        | 0 – 0 | Piacenza | Stadio Carlo Pedroli\| Arbitro: \| Trilli (Matera) \| |
| Arbitro:                            | Trilli (Matera) |       |          |                                                       |

| Arbitro: | Ferrari (Rovereto) |

|                              |           |           |
| Callegari 11’ Galli 27’, 32’ | Marcatori | 84’ Rossi |

| Valdagno 16 aprile 1967 29ª giornata | Marzotto Valdagno   | 0 – 0 | Piacenza | Stadio dei Fiori\| Arbitro: \| Lo Giudice (Torino) \| |
| Arbitro:                             | Lo Giudice (Torino) |       |          |                                                       |

| Arbitro: | Cima (Biella) |

|  |           |                                                    |
|  | Marcatori | 50’ Magaraggia 62’ Canzi 64’, 79’ Ferrero 89’ Sala |

| Arbitro: | Chiapponi (Livorno) |

|             |           |                                    |
| Tacelli 20’ | Marcatori | 11’ Montanari 66’ D'Adda 89’ Brasi |

| Piacenza 14 maggio 1967 32ª giornata | Piacenza           | 0 – 0 | Triestina | Barriera Genova\| Arbitro: \| Rodomonte (Teramo) \| |
| Arbitro:                             | Rodomonte (Teramo) |       |           |                                                     |

| Arbitro: | Ferro (Savona) |

|              |           |  |
| Morganti 17’ | Marcatori |  |

| Mestre 28 maggio 1967 34ª giornata | Mestrina        | 0 – 0 | Piacenza | Stadio Francesco Baracca\| Arbitro: \| Aloisi (Teramo) \| |
| Arbitro:                           | Aloisi (Teramo) |       |          |                                                           |